# Infraestructura dinámica
La Infraestructura dinámica es un concepto desarrollado por IBM para trabajar de forma más inteligente y darle un nuevo valor al uso de la tecnología y los recursos en las empresas que se basa en:
- Reducir los costes. Contener el coste de explotación y la complejidad actual.
- Mejorar el servicio. Proporcionando acceso dinámico en tiempo real a nuevos servicios innovadores.
- Gestionar los riesgos. Abordar la seguridad actual y la capacidad de recuperación antes desastres, preparándose para los nuevos riesgos.

## Por qué se desarrolla
Porque el entorno empresarial está cambiando. Las empresas medianas, por ejemplo, gastan más del 80% de su presupuesto IT solo para mantener la infraestructura en funcionamiento. Además, la mayoría no están preparadas para afrontar una pérdida de datos y los índices de utilización de sus servidores se sitúan aproximadamente por debajo del 15%

## Un ejemplo
La virtualización es uno de los pilares de este nuevo concepto de infraestructura para las empresas. Aplicándola, se puede obtener un ahorro de hasta un 70% de energía y un 50% 
de costes de gestión.